# Jianghan
Jianghan (chiń. upr. 江汉区; chiń. trad. 江漢區; pinyin Jiānghàn Qū) – dzielnica w środkowej części miasta Wuhan, położona na lewym brzegu Jangcy, w prowincji Hubei w Chińskiej Republice Ludowej. Według danych z 2011 roku, liczba mieszkańców dzielnicy wynosiła 470300.